# Leichtathletik-Länderkampf der Männer 1955 Schweiz – BR Deutschland
| 7. Leichtathletik-Länderkampf mit bundesdeutscher Beteiligung 1955 | 7. Leichtathletik-Länderkampf mit bundesdeutscher Beteiligung 1955 |               |
| ------------------------------------------------------------------ | ------------------------------------------------------------------ | ------------- |
|                                                                    |                                                                    |               |
| Ländervergleich der Männer: Schweiz – BR Deutschland               |                                                                    |               |
| Austragungsort                                                     | Genf                                                               |               |
| Wettbewerbe                                                        | 20                                                                 |               |
| Datum                                                              | 21. August                                                         |               |
| 1. CHE 2. FRG                                                      | 120 P 092 P                                                        |               |
| Chronik                                                            |                                                                    |               |
| ← FRG-LUX (M)                                                      | NLD-FRG (M) →                                                      | NLD-FRG (M) → |

Zum siebten Vergleich des Länderkampfjahres 1955 fuhren Deutschlands Männer in die Schweizer Stadt Genf, wo das inzwischen wieder alljährliche Treffen mit der Schweiz ausgetragen wurde. Am 21. August traten die bundesdeutschen Leichtathleten wegen der beiden anderen gleichzeitig ausgetragenen Länderkämpfe gegen die Niederlande und gegen Dänemark mit einer Besetzung aus der zweiten Reihe an.

## Wettbewerbe und Modus
Angeboten wurden in diesem Jahr zwanzig Disziplinen, die Veranstaltung wurde an einem Tag durchgeführt. Im Gegensatz zum Vorjahr stand diesmal kein Gehwettbewerb auf dem Programm. Aus dem olympischen Wettbewerbskatalog fehlten nur der Marathonlauf, die beiden Disziplinen im Gehen und der Zehnkampf. Gewertet wurde wie im letzten Jahr, das heißt in den Einzeldisziplinen nach dem Standardsystem, in den Staffeln mit fünf zu zwei Punkten.

## Ergebnis
Die Schweizer Leichtathleten präsentierten sich in guter Form und entschieden zwölf Wettbewerbe für sich, davon acht mit Doppelerfolgen. Dagegen standen acht siegreich beendete Wettbewerbe bei nur zwei Doppelerfolgen für die Bundesrepublik Deutschland. Und so mussten die bundesdeutschen Sportler mit 92 zu 120 Punkten zum ersten Mal eine Niederlage gegen diesen Gegner einstecken.

## Resultat

### 100 m
| Platz | Athlet           | Land | Zeit (s) |
| ----- | ---------------- | ---- | -------- |
| 1     | Hans Wehrli-Frei | CHE  | 10,7     |
| 2     | Eduard Feneberg  | FRG  | 10,7     |
| 3     | Heinz Müller     | CHE  | 10,9     |
| 4     | Lothar Prinz     | FRG  | 11,0     |

### 200 m
| Platz | Athlet           | Land | Zeit (s) |
| ----- | ---------------- | ---- | -------- |
| 1     | Hans Wehrli-Frei | CHE  | 21,7     |
| 2     | René Weber       | CHE  | 22,0     |
| 3     | Kurt Heidrich    | FRG  | 22,1     |
| 4     | Wolfgang Ries    | FRG  | 22,4     |

### 400 m
| Platz | Athlet             | Land | Zeit (s) |
| ----- | ------------------ | ---- | -------- |
| 1     | Jean-Jacques Hegg  | CHE  | 48,0     |
| 2     | René Farine        | CHE  | 48,8     |
| 3     | Horst Huber        | FRG  | 48,9     |
| 4     | Wolfgang Schmidtke | FRG  | 49,2     |

### 800 m
| Platz | Athlet           | Land | Zeit (min) |
| ----- | ---------------- | ---- | ---------- |
| 1     | Edmund Brenner   | FRG  | 1:51,1     |
| 2     | Wolfgang Erhardt | FRG  | 1:53,2     |
| 3     | Stalder          | CHE  | 1:53,2     |
| 4     | Erwin Bühler     | CHE  | 1:54,4     |

### 1500 m
| Platz | Athlet        | Land | Zeit (min) |
| ----- | ------------- | ---- | ---------- |
| 1     | Max Rentsch   | FRG  | 3:54,7     |
| 2     | August Sutter | CHE  | 3:55,1     |
| 3     | Klaus Retiene | FRG  | 3:56,8     |
| 4     | Emsch         | CHE  | 4:01,6     |

### 5000 m
| Platz | Athlet       | Land | Zeit (min) |
| ----- | ------------ | ---- | ---------- |
| 1     | Pierre Page  | CHE  | 14:47,2    |
| 2     | Heinz Laufer | FRG  | 15:02,2    |
| 3     | Glauser      | CHE  | 15:22,6    |
| 4     | Xaver Höger  | FRG  | 15:43,4    |

### 10.000 m
| Platz | Athlet            | Land | Zeit (min) |
| ----- | ----------------- | ---- | ---------- |
| 1     | Emil Schudel      | CHE  | 31:46,8    |
| 2     | Hans Frischknecht | CHE  | 32:06,4    |
| 3     | Hermann Eberlein  | FRG  | 33:01,4    |
| 4     | Ludwig Eckel      | FRG  | 34:00,6    |

### 110 m Hürden
| Platz | Athlet         | Land | Zeit (s) |
| ----- | -------------- | ---- | -------- |
| 1     | Oliver Bernard | CHE  | 15,0     |
| 2     | Pfenninger     | CHE  | 15,5     |
| 3     | Erwin Meister  | FRG  | 15,6     |
| 4     | Walter Thomas  | FRG  | 15,9     |

### 400 m Hürden
| Platz | Athlet         | Land | Zeit (s) |
| ----- | -------------- | ---- | -------- |
| 1     | Josef Kost     | CHE  | 53,4     |
| 2     | Karl Borgula   | CHE  | 54,0     |
| 3     | Fritz Handrich | FRG  | 55,3     |
| 4     | Alfred Maier   | FRG  | 55,9     |

### 3000 m Hindernis
| Platz | Athlet             | Land | Zeit (min) |
| ----- | ------------------ | ---- | ---------- |
| 1     | Karl-Heinz Schmalz | FRG  | 9:17,4     |
| 2     | Arthur Huber       | CHE  | 9:17,6     |
| 3     | Châtelain          | CHE  | 9:33,6     |
| 4     | Ottomar Kusserow   | FRG  | 9:38,2     |

### 4 × 100 m Staffel
| Platz | Besetzung      | Land                                                        | Zeit (s) |
| ----- | -------------- | ----------------------------------------------------------- | -------- |
| 1     | Schweiz        | Heinz Müller Willy Eichenberger René Weber Hans Wehrli-Frei | 41,7     |
| 2     | BR Deutschland | Heinz Kosina Horst Huber Kurt Heidrich Eduard Feneberg      | 42,4     |

### 4 × 400 m Staffel
| Platz | Besetzung      | Land                                                         | Zeit (min) |
| ----- | -------------- | ------------------------------------------------------------ | ---------- |
| 1     | Schweiz        | Josef Huber René Farine Bruno Galliker Jean-Jacques Hegg     | 3:14,4     |
| 2     | BR Deutschland | Gerhard Baas Wolfgang Ries Edmund Brenner Wolfgang Schmidtke | 3:16,7     |

### Hochsprung
| Platz | Athlet          | Land | Höhe (m) |
| ----- | --------------- | ---- | -------- |
| 1     | Hans Wahli      | CHE  | 1,90     |
| 2     | Eric Amiet      | CHE  | 1,85     |
| 3     | Erich Bremicker | FRG  | 1,80     |
| 4     | Fritz Weber     | FRG  | 1,75     |

### Stabhochsprung
| Platz | Athlet            | Land | Höhe (m) |
| ----- | ----------------- | ---- | -------- |
| 1     | Walter Hofstetter | CHE  | 4,00     |
| 2     | Bessert           | CHE  | 3,90     |
| 3     | Wigo Biffart      | FRG  | 3,90     |
| 4     | Horst Drumm       | FRG  | 3,90     |

### Weitsprung
| Platz | Athlet             | Land | Weite (m) |
| ----- | ------------------ | ---- | --------- |
| 1     | Reinhold Döll      | FRG  | 7,15      |
| 2     | Willy Eichenberger | CHE  | 7,00      |
| 3     | Walter Bolay       | FRG  | 6,85      |
| 4     | Hanspeter Bichsel  | CHE  | 6,70      |

### Dreisprung
| Platz | Athlet         | Land | Weite (m) |
| ----- | -------------- | ---- | --------- |
| 1     | Fritz Portmann | CHE  | 14,81     |
| 2     | Erwin Müller   | CHE  | 14,20     |
| 3     | Wolf Reinhardt | FRG  | 13,95     |
| 4     | Edwin Wald     | FRG  | 13,14     |

### Kugelstoßen
| Platz | Athlet      | Land | Weite (m) |
| ----- | ----------- | ---- | --------- |
| 1     | Karl Oweger | FRG  | 15,05     |
| 2     | Res Brügger | CHE  | 14,65     |
| 3     | Josef Hipp  | FRG  | 14,39     |
| 4     | Fred Meyer  | CHE  | 13,92     |

### Diskuswurf
| Platz | Athlet         | Land | Weite (m) |
| ----- | -------------- | ---- | --------- |
| 1     | Josef Hipp     | FRG  | 45,65     |
| 2     | Mathias Mehr   | CHE  | 45,49     |
| 3     | Oskar Häfliger | CHE  | 44,94     |
| 4     | Karl Oweger    | FRG  | 44,04     |

### Hammerwurf
| Platz | Athlet           | Land | Weite (m) |
| ----- | ---------------- | ---- | --------- |
| 1     | Heinz Prechtl    | FRG  | 52,40     |
| 2     | Karl Hagenburger | FRG  | 50,75     |
| 3     | Roger Veeser     | CHE  | 45,66     |
| 4     | Hansruedi Jost   | CHE  | 44,40     |

### Speerwurf
| Platz | Athlet         | Land | Weite (m) |
| ----- | -------------- | ---- | --------- |
| 1     | Gerhard Keller | FRG  | 67,14     |
| 2     | Schwarz        | CHE  | 56,90     |
| 3     | Josef Hipp     | FRG  | 56,10     |
| 4     | Albert Brunner | CHE  | 54,39     |